# Parti démocratique travailliste
Ne doit pas être confondu avec Parti travailliste du Brésil ou Parti travailliste brésilien.
 (septembre 2018).
Si vous disposez d'ouvrages ou d'articles de référence ou si vous connaissez des sites web de qualité traitant du thème abordé ici, merci de compléter l'article en donnant les références utiles à sa vérifiabilité et en les liant à la section « Notes et références ».
Le Parti démocratique travailliste (en portugais : Partido Democrático Trabalhista) est un parti politique brésilien membre de l'Internationale socialiste et de la COPPPAL.

## Histoire
Il est fondé en 1979 par Leonel Brizola comme un essai de réorganisation des forces de gauche à la fin de la dictature militaire. Il adhère à l'IS en 1986.
En 2010, le PDT maintient son soutien au Parti des travailleurs en appuyant la candidature de Dilma Rousseff. Dans le même temps, il progresse aux élections parlementaires, passant de 24 députés à 28 mais perdant deux mandats de sénateurs (4 contre 6 précédemment).
Lors des élections de 2014, au sein de la coalition Avec la force du peuple, il passe à 19 députés et six sénateurs. En 2018, il passe à 28 députés et quatre sénateurs, et son candidat à la présidence, Ciro Gomes, termine troisième du premier tour.

## Résultats électoraux

### Élections présidentielles
| Année | Candidat                  | 1er tour   | 1er tour | 1er tour | 2d tour    | 2d tour | 2d tour |
| Année | Candidat                  | Voix       | %        | Rang     | Voix       | %       | Rang    |
| ----- | ------------------------- | ---------- | -------- | -------- | ---------- | ------- | ------- |
| 1989  | Leonel Brizola            | 11 168 228 | 16,51    | 3e       |            |         |         |
| 1994  | Leonel Brizola            | 2 015 836  | 3,19     | 5e       |            |         |         |
| 1998  | Luiz Inácio Lula da Silva | 21 475 218 | 31,71    | 2e       |            |         |         |
| 2002  | Ciro Gomes                | 10 170 882 | 11,97    | 4e       |            |         |         |
| 2006  | Cristovam Buarque         | 2 538 844  | 2,64     | 4e       |            |         |         |
| 2010  | Dilma Rousseff            | 47 651 434 | 46,91    | 1er      | 55 752 529 | 56,05   | 1er     |
| 2014  | Dilma Rousseff            | 43 267 668 | 41,59    | 1er      | 54 501 118 | 51,64   | 1er     |
| 2018  | Ciro Gomes                | 13 334 371 | 12,47    | 3e       |            |         |         |
| 2022  | Ciro Gomes                | 3 599 287  | 3,04     | 4e       |            |         |         |